# JUNKのパーソナリティ一覧
JUNKのパーソナリティ一覧（ジャンクのパーソナリティいちらん）は、TBSラジオをキーステーションに、JRN系列局で放送されている深夜放送のJUNKの、パーソナリティの一覧である。

## 注
略称について
- 24時台(27時台)
  - 24時台･･･Junk24時台
  - ZERO･･･JUNK ZERO
- 25･26時台
  - 25･26時台･･･Junk25･26時台（2003年9月まで）
  - 無印･･･Junk（2003年10月から）及びJUNK
- 27時台
  - B･･･B-JUNK
  - 2･･･JUNK2

## 現在のパーソナリティ

### 2002年
- 伊集院光 - 月曜25･26時台･2002年4月〜2003年9月/月曜･2003年10月〜
- 爆笑問題 - 火曜25･26時台･2002年4月〜2003年9月/火曜･2003年10月〜

### 2006年
- おぎやはぎ - 金曜･2006年10月〜2008年9月/火曜ZERO･2008年9月〜2010年3月/木曜･2010年4月〜

### 2007年
- バナナマン - 月曜2･2007年4月〜2008年9月/月曜ZERO･2008年9月〜2010年3月/金曜･2010年4月〜

### 2010年
- 山里亮太 - 水曜･2010年4月〜

## 過去のパーソナリティ

### 2002年
- 今井絵理子 - 月曜24時台･2002年4月〜2003年3月
- 矢村貴子 - B･2002年4月〜2005年3月(一部曜日では2003年9月まで)
- タンポポ - 火曜24時台･2002年4月〜2003年9月
- DA PUMP - 水曜24時台･2002年4月〜2003年9月
- コサキン - 水曜25･26時台･2002年4月〜2003年9月/水曜･2003年10月〜2004年9月
- THE★SCANTY - 木曜24時台･2002年4月〜2003年3月
- さまぁ〜ず - 木曜25･26時台･2002年4月〜2003年9月/木曜･2003年10月〜2004年3月
- P.I.MONSTER - 木曜B･2002年4月〜9月
- ゴスペラーズ - 金曜24時台･2002年4月〜2003年9月
- 極楽とんぼ - 金曜25･26時台･2002年4月〜2003年9月/金曜･2003年10月〜2006年7月[1]
- 行達也 - 火曜B･2003年4月〜9月/金曜B･2002年4月〜2003年3月/火曜B･2004年10月〜2005年3月
- スピードワゴン - 木曜B･2002年10月〜2005年3月/木曜2･2005年4月〜2006年3月/水曜2･2006年4月〜2007年3月

### 2003年
- 中川家 - 月曜24時台･2003年4月〜9月/水曜B･2003年10月〜2005年3月
- 伊藤浩樹 - 水曜B･2003年4月〜9月
- チン☆パラ - 木曜24時台･2003年4月〜2003年9月
- オノアヤコ - 金曜B･2003年10月〜2005年3月

### 2004年
- 中島知子 - 木曜･2004年4月〜2005年3月
- 矢野絢子 - 火曜B･2004年10月〜2005年3月
- 雨上がり決死隊 - 水曜･2004年10月〜2010年4月

### 2005年
- 笑い飯 - 月曜2･2005年4月〜2007年3月
- 波田陽区 - 火曜2･2005年4月〜2006年9月
- 陣内智則 - 水曜2･2005年4月〜2006年3月
- アンタッチャブル - 木曜･2005年4月〜2010年4月
- 原口あきまさ - 金曜2･2005年4月〜2006年3月
- はなわ - 金曜2･2005年4月〜2006年3月

### 2006年
- カンニング竹山 - 木曜2･2006年4月〜2008年9月
- タカアンドトシ - 火曜2･2006年10月〜2008年9月
- エレ片 - 金曜2･2006年4月〜2007年3月/水曜2･2007年4月〜2008年9月/水曜ZERO･2008年9月〜2010年3月/サタデー･2010年4月〜2021年3月

### 2007年
- 加藤浩次 - 金曜2･2007年4月〜2008年9月/金曜･2008年10月〜2010年4月

### 2008年
- ケンドーコバヤシ - 木曜ZERO･2008年10月〜2010年4月
- 城島茂 - 金曜ZERO･2008年10月〜2010年4月